# Franziska Schenk
Franziska Schenk (n. 13 martie 1974, Erfurt, RDG) este o sportivă ce a reprezentat Germania, medaliată olimpică. A participat la 2 ediții ale Jocurilor Olimpice (1994, 1998) în care a câștigat o medalie de bronz.